# All the Way Around
"All the Way Around" es una canción coescrita por Kara DioGuardi interpretada por Aliana Lohan. Está producida por Emanuel Kiriakout.

## Lanzamiento
La canción fue lanzada digitalmente en iTunes el 14 de julio de 2008 El sencillo llegó a la lista de las canciones más descargadas en iTunes pero salió inmediatamente del chart. En los charts de Billboard, en su revista del 2 de agosto de 2008,"All the Way Around" llegó al lugar número 11 en la lista Bubbling Under Hot 100 Singles., y en el 75 en las canciones más descargadas. Igualmente salió del conteo a la semana.

## Información de la canción
En un episodio de Living Lohan, se enfoca que Lohan graba este sencillo en Las Vegas, bajo el sello de Maloof Music que también produce el show en el hotel Palms mismo en Las Vegas.

## Video musical
El video muestra algunos clips del show de la familia Lohan, "Living Lohan" que se puede ver el transcurso de la grabación de Ali.